# Mark Linn-Baker
Pour les articles homonymes, voir Linn et Mark Baker.
Mark Linn-Baker est un acteur, réalisateur et producteur américain né le 17 juin 1954 à Saint Louis, Missouri (États-Unis).

## Filmographie

### comme acteur
- 1979 : Manhattan : Shakespearean Actor
- 1982 : Alice at the Palace (TV)
- 1982 : The End of August : Victor LeBrum
- 1982 : Où est passée mon idole ? (My Favorite Year) : Benjy Stone
- 1983 : Doonesbury: A Broadway Musical : 'Marvelous' Mark Slackmeyer
- 1984 : The Ghost Writer (TV) : Nathan Zuckerman
- 1984 : Comedy Zone (série TV)
- 1985 : The Recovery Room (TV) : Steve Griffin
- 1985 : Deux flics à Miami (Miami Vice) - Saison 1, épisode 19 : "Bonzo" Barry Gold
- 1986 :  Larry et Balki (Perfect Strangers) :Larry Appleton
- 1988 : Lui et moi (Ich und Er) : Him (voix)
- 1988 : Going to the Chapel (TV) : Norman Brinkmann
- 1990 : ABC TGIF (série télévisée) : Larry
- 1991 : Les Robinsons de Wall Street (Bare Essentials) (TV) : Gordon
- 1992 : Bruits de coulisses (Noises Off...) de Peter Bogdanovich : Tim Allgood
- 1993 : The Whole Shebang (TV) : The Student
- 2001 : Laughter on the 23rd Floor (TV) : Val Skotsky
- 2005 : Twelve and Holding : Mr. Farmer
- 2009 : The Electric Company (en) : (série télévisée) : Uncle Sigmund
- 2009 : Adam : Sam Klieber
- 2010 : Comment savoir (How Do You Know) : Ron
- 2017 : The Leftovers (HBO) : Mark Linn-Baker[1]
- 2017 : The Good Fight (série télévisée) : Judge Don Linden
- 2020 : New York, unité spéciale (saison 21, épisode 16) : Dr Paul Capezio
- depuis 2021 : Ghosts : fantômes à la maison : Henry Farnsby
- 2022 : She-Hulk : Avocate (série Disney +) : Morris Walters

### comme réalisateur
- 1989 : La Vie de famille ("Family Matters") (série télévisée)
- 1993 : The Trouble with Larry (série télévisée)

### comme producteur
- 1992 : Me and Veronica